# John Picard
John Picard (nascido em 25 de março de 1957) é um designer, construtor e empresário americano, além de especialista em eficiência e sustentabilidade em edifícios.
Começou a sua carreira como designer, construtor e empresário. Em 1990, Picard construiu a sua própria casa para operar completamente "off the grid".
No início da década de 1990, trabalhou com empresas como Interface Inc. e The Gap de modo a desenvolver e implementar políticas pioneiras de eficiência energética ambiental e sistemas operacionais para melhorar a eficiência e a produtividade. Em 2012, fez parceria com os executivos de energia Tim Donovan e Steve Hightower para formar a HP Energy, uma empresa de desenvolvimento de eficiência energética.